# Округ Јунион (Кентаки)
Округ Јунион (енгл. Union County) је округ у америчкој савезној држави Кентаки.

## Демографија
По попису из 2010. године број становника је 15.007, што је 630 (-4,0%) становника мање него 2000. године.
| Група             | 2000.          | 2010.          |
| Белци             | 13.200 (84,4%) | 12.654 (84,3%) |
| Афроамериканци    | 2.015 (12,9%)  | 1.808 (12,0%)  |
| Азијати           | 23 (0,1%)      | 51 (0,3%)      |
| Хиспаноамериканци | 244 (1,6%)     | 243 (1,6%)     |
| Укупно            | 15.637         | 15.007         |